# Meta Antenen
Meta Antenen, née le 7 avril 1949 à Orpund, est une athlète suisse, spécialiste du 100 m haies, du saut en longueur et des épreuves combinées. 

## Biographie
Elle s'illustre lors des Jeux européens en salle puis lors des Championnats d'Europe d'athlétisme en salle en remportant, dans diverses disciplines, sept médailles au total, dont le titre européen du saut en longueur en 1974. En plein air, elle est double vice-championne d'Europe : dans l'épreuve du pentathlon en 1969 et dans celle du saut en longueur en 1971.
Elle participe à deux reprises aux Jeux olympiques, se classant 8e du pentathlon en 1968 à Mexico, et 6e du saut en longueur en 1972 à Munich.
Elle remporte 29 titres de championne de Suisse en plein air, ainsi que d'autres titres en salle.
Elle est élue sportive suisse de l'année en 1966 et 1971.
Elle est mariée à l'ancien joueur de hockey sur glace Georges Mathys.

## Palmarès

### International
| Date | Compétition                    | Lieu      | Résultat | Épreuve          | Performance |
| ---- | ------------------------------ | --------- | -------- | ---------------- | ----------- |
| 1966 | Championnats d'Europe          | Budapest  | 7e       | Pentathlon       |             |
| 1966 | Championnats d'Europe          | Budapest  | 8e       | Saut en longueur |             |
| 1968 | Jeux olympiques                | Mexico    | 8e       | Pentathlon       | 4 848 pts   |
| 1969 | Jeux européens en salle        | Belgrade  | 2e       | 50 m haies       | 7 s 3       |
| 1969 | Jeux européens en salle        | Belgrade  | 3e       | Saut en longueur | 6,15 m      |
| 1969 | Championnats d'Europe          | Athènes   | 2e       | Pentathlon       | 4 793 pts   |
| 1970 | Championnats d'Europe en salle | Vienne    | 6e       | Saut en longueur |             |
| 1971 | Championnats d'Europe en salle | Sofia     | 4e       | 60 m haies       |             |
| 1971 | Championnats d'Europe          | Helsinki  | 2e       | Saut en longueur | 6,73 m      |
| 1971 | Championnats d'Europe          | Helsinki  | 5e       | 100 m haies      |             |
| 1972 | Championnats d'Europe en salle | Grenoble  | 2e       | Saut en longueur | 6,42 m      |
| 1972 | Championnats d'Europe en salle | Grenoble  | 3e       | 50 m haies       | 7 s 05      |
| 1972 | Jeux olympiques                | Munich    | 6e       | Saut en longueur | 6,49 m      |
| 1973 | Championnats d'Europe en salle | Rotterdam | 4e       | 60 m haies       |             |
| 1973 | Championnats d'Europe en salle | Rotterdam | 5e       | Saut en longueur |             |
| 1974 | Championnats d'Europe en salle | Göteborg  | 1re      | Saut en longueur | 6,69 m      |
| 1974 | Championnats d'Europe en salle | Göteborg  | 3e       | 60 m haies       | 8 s 19      |
| 1974 | Championnats d'Europe          | Rome      | 8e       | Saut en longueur |             |
| 1975 | Championnats d'Europe en salle | Katowice  | 3e       | Saut en longueur | 6,28 m      |
| 1975 | Championnats d'Europe en salle | Katowice  | 6e       | 60 m haies       |             |
| 1976 | Championnats d'Europe en salle | Munich    | 7e       | Saut en longueur |             |

### National
- Championnats de Suisse d'athlétisme[2] :
  - En plein air :
    - 100 m : vainqueur en 1965, 1966, 1970, 1971 et 1972
    - 80 m haies : vainqueur en 1965, 1966 et 1968
    - 100 m haies : vainqueur en 1969, 1970, 1971, 1973 et 1975
    - Saut en hauteur : vainqueur en 1965 et 1966
    - Saut en longueur : vainqueur en 1964, 1965, 1966, 1970, 1971, 1972 et 1973
    - Pentathlon : vainqueur en 1965, 1966, 1967, 1968, 1970, 1971 et 1972

### Records
| Épreuve   | Épreuve          | Performance | Lieu     | Date         |
| --------- | ---------------- | ----------- | -------- | ------------ |
| Plein air | 100 m haies      | 13 s 40     | Helsinki | 13 août 1971 |
| Plein air | Saut en longueur | 6,73 m      | Helsinki | 13 août 1971 |
| Salle     | 60 m haies       | 8 s 19      | Göteborg | 9 mars 1974  |
| Salle     | Saut en longueur | 6,69 m      | Göteborg | 10 mars 1974 |